# 進藤拓也
進藤 拓也（しんどう たくや、1992年7月16日 - ）は、秋田県大仙市出身の元プロ野球選手（投手）。右投右打。

## 経歴

### プロ入り前
秋田・西仙北高等学校時代は無名だったが、3年夏の県大会で40イニング連続無失点の大会タイ記録を樹立するなど快投し、同校最高のベスト4に進出。
横浜商科大学へ進学した後、入部してすぐに肩を痛めたこともあり、在学中は3勝に留まったが、150 km/h超えの球速が注目された。
プロ志望届は提出せず、2015年にJR東日本に入社。1年目から主力として登板し、都市対抗野球では自己最速の153km/hを記録。しかしその後は課題である制球難に苦しみ、翌2016年5月にサイドスローに転向。球速こそは最速148km/hと下がったが、変わらぬ威力のあるストレートを武器に、2年目は救援を中心に登板した。
2016年10月20日に行われた2016年のプロ野球ドラフト会議で、横浜DeNAベイスターズから8位で指名。その後年俸750万円、契約金2700万円で契約した（金額は推定）。背番号は43。

### DeNA時代
2017年、春季キャンプから一軍に帯同し、オープン戦では7試合防御率4.32の成績を残し、佐野恵太とともに開幕一軍登録された。3月31日の開幕戦となる対東京ヤクルトスワローズ戦（明治神宮野球場）では7回裏一死満塁という状況で須田幸太の後を受け3番手でプロ初登板を果たしたが、中村悠平に2点適時打、西浦直亨に犠牲フライを打たれた。この年は主に敗戦処理として12試合に登板。
2018年は、二軍で33試合に登板するも、一軍での出場は無かった。
2019年は、4月24日に初昇格を果たし、4月30日の対ヤクルト戦にてプロ入り後初の先発投手として起用されたものの、3回6失点と結果を残せなかった。一軍では敗戦処理や中継ぎとしても登板し、4試合投げて1失点と好投した。
2020年は、二軍でチーム最多の10セーブを挙げるが、一軍では5試合のみの登板に留まった。11月2日には右肘のクリーニング手術を受けた。
2021年、一軍登板は2試合にとどまり、10月5日に球団から戦力外通告を受けた。11月16日に現役引退を表明。

### 現役引退後
2022年1月、マブチモーターの営業部員として会社員に転身した。
2022年12月には、飲食店事業を展開する、イーケーシーのグループ会社で呼び出しベル等を販売する、マイコールに転職。
将来的な学生野球指導者を目指し、イーケーシーグループが福島県いわき市を中心に活動する社会人野球のクラブチーム「EKC BaseballClub 習志野SEALS」にコーチ兼任で所属している。

## 選手としての特徴
ドラフト指名時には、解説者から完成度はとても低いが、めちゃくちゃ速い球を投げると評価された通り、コントロールは荒く速球が中心の投球をする。
ダイナミックなフォームから繰り出す最速152km/hの速球とフォークを主な武器とし、カーブ、スライダーも投げる右サイドハンド。
また登板の際は、乱視がひどいためメガネをかけている。

## 詳細情報

### 年度別投手成績
| 年 度     | 球 団     | 登 板 | 先 発 | 完 投 | 完 封 | 無 四 球 | 勝 利 | 敗 戦 | セ 丨 ブ | ホ 丨 ル ド | 勝 率 | 打 者 | 投 球 回 | 被 安 打 | 被 本 塁 打 | 与 四 球 | 敬 遠 | 与 死 球 | 奪 三 振 | 暴 投 | ボ 丨 ク | 失 点 | 自 責 点 | 防 御 率 | W H I P |
| --------- | --------- | ----- | ----- | ----- | ----- | -------- | ----- | ----- | -------- | ----------- | ----- | ----- | -------- | -------- | ----------- | -------- | ----- | -------- | -------- | ----- | -------- | ----- | -------- | -------- | ------- |
| 2017      | DeNA      | 12    | 0     | 0     | 0     | 0        | 0     | 0     | 0        | 0           | ----  | 73    | 15.0     | 18       | 0           | 10       | 0     | 2        | 10       | 0     | 0        | 7     | 7        | 4.20     | 1.87    |
| 2019      | DeNA      | 5     | 1     | 0     | 0     | 0        | 0     | 0     | 0        | 0           | ----  | 39    | 7.0      | 10       | 2           | 6        | 1     | 2        | 5        | 0     | 0        | 7     | 7        | 9.00     | 2.29    |
| 2020      | DeNA      | 5     | 0     | 0     | 0     | 0        | 0     | 0     | 0        | 0           | ----  | 24    | 5.1      | 5        | 1           | 3        | 0     | 0        | 8        | 0     | 0        | 3     | 3        | 5.06     | 1.50    |
| 2021      | DeNA      | 2     | 0     | 0     | 0     | 0        | 0     | 0     | 0        | 0           | ----  | 6     | 1.0      | 0        | 0           | 1        | 0     | 2        | 1        | 0     | 0        | 0     | 0        | 0.00     | 1.00    |
| 通算：4年 | 通算：4年 | 24    | 1     | 0     | 0     | 0        | 0     | 0     | 0        | 0           | ----  | 142   | 28.1     | 33       | 3           | 20       | 1     | 6        | 24       | 0     | 0        | 17    | 17       | 5.40     | 1.87    |

### 年度別守備成績
| 年 度 | 球 団 | 投手  | 投手  | 投手  | 投手  | 投手  | 投手     |
| 年 度 | 球 団 | 試 合 | 刺 殺 | 補 殺 | 失 策 | 併 殺 | 守 備 率 |
| ----- | ----- | ----- | ----- | ----- | ----- | ----- | -------- |
| 2017  | DeNA  | 12    | 1     | 1     | 0     | 0     | 1.000    |
| 2019  | DeNA  | 5     | 2     | 1     | 0     | 0     | 1.000    |
| 2020  | DeNA  | 5     | 0     | 1     | 0     | 0     | 1.000    |
| 2021  | DeNA  | 2     | 0     | 0     | 0     | 0     | ----     |
| 通算  | 通算  | 24    | 3     | 3     | 0     | 0     | 1.000    |

### 記録
初記録
投手記録
- 初登板：2017年3月31日、対東京ヤクルトスワローズ1回戦（明治神宮野球場）、7回裏に3番手で救援登板、2/3回無失点
- 初奪三振：2017年4月5日、対読売ジャイアンツ2回戦（横浜スタジアム）、9回表に亀井善行から空振り三振
- 初先発登板：2019年4月30日、対東京ヤクルトスワローズ4回戦（横浜スタジアム）、3回6失点で勝敗つかず[9]

打撃記録
- 初打席：2020年10月10日、対阪神タイガース19回戦（阪神甲子園球場）、4回表にジョー・ガンケルから見逃し三振

### 背番号
- 43（2017年[7] - 2021年）